# 市來伴子
市來 伴子（いちき ともこ、1977年〈昭和52年〉8月2日 - ）は、日本の政治家。報道などでは「市来」の字が使用されることもある。立憲民主党所属の衆議院議員（1期）。杉並区議会議員を2期務めた。

## 人物
宮崎県延岡市土々呂町生まれ。実家は教会で、父が牧師、母が幼稚園の園長をしていた。関西学院大学卒、同学大学院神学研究科博士前期課程修了。研究テーマは中世ドイツ思想と東洋哲学。
衆議院議員秘書、HP制作会社経営などを経て、2009年の第45回衆議院議員総選挙に「市来ばん子」の名前で社民党公認で兵庫県第8区より立候補（落選）。本人によると「ばん子は大阪で会社をつくった時の営業名で、前回選挙は通称「市来ばん子」で出たが、（2011年以降は）杉並支部で協議の結果、本名がいいだろうとのことになった」という。
2011年に杉並区議会議員選挙に本名の市来とも子として社民党公認で初当選。2期目途中までの8年間務めた。2019年3月に、当時社民党現職区議会議員でありながら立憲民主党が次期参議院議員通常選挙において山梨県選挙区に市来を擁立予定と発表、社民の又市征治党首（当時）は「重大な裏切り」として市来を批難、参院選においても支援しない考えを示した。会見で市来は、社民党に離党届を提出したことを明らかにし、受理され次第立憲民主党に入党すると説明、「社民党に感謝している」としたうえで「立憲民主党は多様性の尊重という自身の理念に最も近い政党」と説明した。最終的に同選挙で市来は「野党統一候補」として無所属で立候補。立憲民主党、国民民主党、日本共産党の推薦で出馬した。社民党も党本部は支援を見送ったものの山梨県連が支持した。投票の結果、自由民主党現職の森屋宏に3万4000票差まで迫ったものの敗れた。
旧立憲民主党県連は次期衆議院選挙で市来を山梨1区の候補者に擁立する意向を示していたが、2020年9月に新立憲民主党が結党され、山梨1区の現職である中島克仁が同党に参加した結果、2020年11月には擁立する選挙区が山梨2区に変更された。2021年の第49回衆議院議員総選挙の結果、落選。
2024年第50回衆議院議員総選挙に埼玉県第8区から立憲民主党公認で立候補。小選挙区においては自由民主党前職の柴山昌彦に敗れたものの惜敗率83.2%で比例北関東ブロックで復活当選、初めて国政選挙で当選した。

## 選挙歴
| 当落 | 選挙                     | 執行日         | 年齢 | 選挙区       | 政党       | 得票数    | 得票率 | 定数 | 得票順位 /候補者数 | 政党内比例順位 /政党当選者数 |
| ---- | ------------------------ | -------------- | ---- | ------------ | ---------- | --------- | ------ | ---- | ------------------ | ---------------------------- |
| 落   | 第45回衆議院議員総選挙   | 2009年8月30日  | 32   | 兵庫県第8区  | 社会民主党 | 1万8770票 | 7.46%  | 1    | 4/5                | /                            |
| 当   | 2011年杉並区議会議員選挙 | 2011年4月24日  | 33   | ――           | 社会民主党 | 2401票    |        | 48   | 39/72              | /                            |
| 当   | 2015年杉並区議会議員選挙 | 2015年4月26日  | 37   | ――           | 社会民主党 | 3849票    |        | 48   | 9/70               | /                            |
| 落   | 第25回参議院議員通常選挙 | 2019年7月21日  | 41   | 山梨県選挙区 | 無所属     | 15万327票 | 43.19% | 1    | 2/3                | /                            |
| 落   | 第49回衆議院議員総選挙   | 2021年10月31日 | 44   | 山梨県第2区  | 立憲民主党 | 4万4441票 | 27.69% | 1    | 2/3                | 17/5                         |
| 比当 | 第50回衆議院議員総選挙   | 2024年10月27日 | 47   | 埼玉県第8区  | 立憲民主党 | 7万7580票 | 36.1%  | 1    | 2/4                | 5/5                          |